# El Día Televisión
El Día Televisión es una cadena insular de televisión de la Isla de Tenerife (Canarias, España) que inició su andadura el 14 de enero de 2008, siendo la nueva marca con la que operaban anteriormente las emisoras locales Azul Televisión y Tele 21.
La cadena pertenece al Grupo de Comunicación El Día, cuyo editor y propietario era José Rodríguez Ramírez. La subdirección de El Día televisión corre a cargo de José Moreno. Su sede está situada en el municipio de Santa Cruz de Tenerife y su producción propia se basa en magacines y programas de tertulia sobre la actualidad sociopolítica tinerfeña; informativos. En el concurso de la TDT del Archipiélago Canario, el Grupo El Día, consiguió hacerse con una concesión insular para Tenerife.
Azul Televisión se fundó en 1995 en Tacoronte, pasando posteriormente al Puerto de la Cruz y por varios dueños hasta que el Grupo El Día la compró en 2005. Por otro lado, Tele 21 era una cadena de televisión local del norte de Tenerife, situada también en el municipio tinerfeño de Tacoronte y adquirida por el Grupo El Día. Su "emisión en cadena" distribuía la señal de Local Media TV y su programación de producción propia se basaba en la emisión de las tertulias radiofónicas de Radio 21 (Onda Cero).
En la actualidad, la licencia gracias a la cual El Día Televisión emite, queda en el aire tras su anulación por parte del Tribunal Superior de Justicia de Canarias y el anuncio de la convocatoria de un nuevo concurso

De momento emite de forma irregular en TDT a la espera de que se resuelva su situación.

## Enlaces relacionados
- Radio El Día
- Periódico El Día